# Polaris (Montana)
Polaris é uma comunidade não incorporada no condado de Beaverhead , estado de Montana, nos Estados Unidos. Se bem seja uma comunidade não incorporada, possui uma estação de correios com o código zip 59746.  Polaris está ligada a estradas rurais a sudeste de Wisdom
Em Polaris fica uma estação de esqui chamada Maverick Mountain Ski Area, usada pelos habitantes de Dillon e do condado de Beaverhead.

## Clima
De acordo com a classificação climática de Köppen-Geiger, Polaris tem um clima semi-árido, abreviado como  "BSk" no mapas climatológicos.